# 羅毓彪

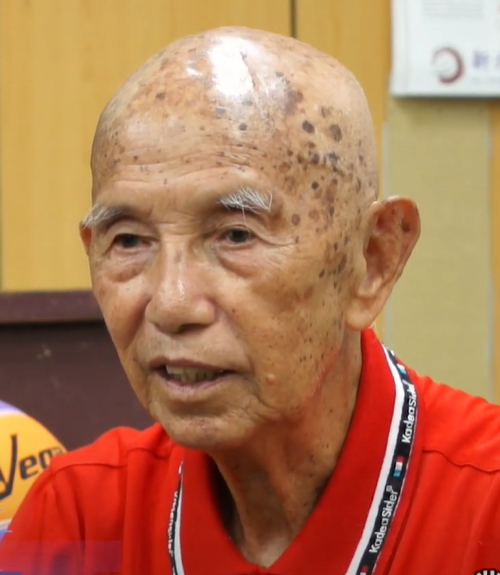

羅毓彪（1926年7月10日—）為臺灣籃球教練、前運動員。羅毓彪1926年7月10日生於中華民國貴州省凯里市。國小三年級開始接觸籃球。就讀凱里師範高中部時導師劉孟棻鼓勵升學到东亚体专，於是高中畢業之後羅毓彪前往上海準備東亞體專的入學考試，正當準備入學考試時從報紙得知中國共產黨已經打到徐州而決定報考青年軍。而凱里師範的訓導主任在羅毓彪前往上海前曾託付羅毓彪一封信件轉交給南京方山206師618團的蔣哲華，羅毓彪因此親自帶信件前往南京交付給蔣哲華，也因緣際會下考取了青年軍，擔任618團部的上士文書。1949年10月30日，羅毓彪跟隨中華民國國民政府來到臺灣。在臺服役期間遇上王士選將軍，被王士選看中而被送至新北投進行為期四個月的籃球訓練。自1953年開始籃球教練生涯，1972年以少校政戰官軍階退伍，退伍前在飛駝籃球隊擔任過管理，退伍後曾在中泰賓館籃球隊、憲光籃球隊執教，也至基層籃球執教，曾在德育護理專科學校、啟英工商、成功工商、網溪國小、永和國中、永平國中、永和國小等校籃球隊擔任教練。

## 外部連結
- 羅毓彪的Facebook專頁